# 长叶碱毛茛
长叶碱毛茛（学名：Halerpestes ruthenica）为毛茛科碱毛茛属下的一个种。